# Le avventure di Tintin (serie animata)
Le avventure di Tintin (Les Aventures de Tintin) è una serie televisiva animata franco-canadese basata sul fumetto Le avventure di Tintin del fumettista belga Hergé. È stata prodotta nel 1991 da Ellipsanime e Nelvana in collaborazione con Moulinsart, la fondazione dedicata a Hergé, e trasmessa in Canada nello stesso anno e in Francia nel 1992.
La trasmissione italiana è avvenuta per la prima volta nel 1992 su Rai 1 con il titolo Le avventure di Tin Tin. Dal 12 settembre 2011 la serie è stata riproposta in versione digitalizzata in 16:9 su Italia 1 con un nuovo doppiaggio e il titolo Le avventure di Tintin.

## Personaggi
- Tintin
- Milou
- Dupont e Dupond
- Capitano Haddock
- Professor Trifone Girasole

## Produzione
Michael Hirsh, il produttore esecutivo del team di produzione franco-canadese, ha dichiarato che la serie televisiva è stata realizzata con l'idea di rimanere fedele al fumetto di Hergé. Il precedente adattamento degli anni cinquanta, infatti, dipartiva sovente dal materiale originale. I cambiamenti principali riguardano la diminuzione della violenza, per rendere il prodotto adatto a un pubblico giovanile, e la rimozione degli stereotipi etnici, presenti in alcuni racconti di Hergé, ma giudicati inadatti alla mutata sensibilità del pubblico contemporaneo. Per questo motivo sono stati esclusi dall'adattamento i fumetti Tintin nel paese dei Soviet e Tintin in Congo, oggetto di controversie per le discriminazioni razziali e la violenza sugli animali, oltre a Tintin e l'Alph-Art, l'ultima storia inconclusa dell'autore.
La serie è stata realizzata in animazione tradizionale, ricorrendo al 3D esclusivamente per la scena del razzo lunare negli episodi Obiettivo Luna e Uomini sulla Luna. Lo stile del cartone animato è mantenuto costante a differenza dei disegni di Hergé che hanno cambiato stile nel corso degli anni.

## Distribuzione
La serie è stata trasmessa per la prima volta tra il 1991 e il 1992 per un totale di 39 episodi divisi in tre stagioni in Canada, sui canali Global, Family Channel e su Radio-Canada in Québec con il titolo The Adventures of Tintin. L'edizione francese Les Aventures de Tintin è stata proposta in 18 puntate di 45 minuti (raggruppando in una puntata unica quelle divise in due) e tre episodi di 24 minuti. Trasmessa in prima serata a partire dal 5 maggio 1992 su France 3, la serie si è rivelata un grande successo, venendo riproposta nel corso degli anni sulle reti M6, France 5 e sulla stessa France 3. Il 27 e il 28 novembre 1992 gli episodi sono stati riproposti in una maratona televisiva integrale. Le riedizioni presentano una suddivisione in 39 episodi da 24 minuti.
Negli Stati Uniti la serie è stata mandata in onda da novembre 1992 sul canale HBO, con frequenti ritrasmissioni su Nickelodeon. I produttori speravano che la serie avrebbe contribuito ad accrescere la popolarità di Tintin in Nord America e in effetti la trasmissione del cartone incrementò le vendite del fumetto.
La trasmissione italiana, con il titolo Le avventure di Tin Tin è avvenuta per la prima volta su Rai 1 nel 1992 e riproposta all'interno del contenitore Solletico. Il doppiaggio è stato effettuato da S.A.S. Società Attori Sincronizzatori sotto la direzione di Rino Mencuccini. Dal 12 settembre 2011, a pochi mesi dall'uscita nelle sale del film Le avventure di Tintin - Il segreto dell'Unicorno di Peter Jackson e Steven Spielberg, la serie è stata riproposta in versione digitalizzata in 16:9 su Italia 1 con il titolo Le avventure di Tintin e un nuovo doppiaggio a cura della Logos di Milano e di Pino Pirovano. La prima stagione è distribuita in streaming sulla piattaforma Netflix, tutte le puntate si trovano su Prime Video per account con più di 16 anni, anche nelle versioni francesi e spagnole.

## Doppiaggio
| Personaggio                | Doppiatore francese  | Doppiatore inglese | Doppiatore italiano                                                      |
| -------------------------- | -------------------- | ------------------ | ------------------------------------------------------------------------ |
| Tintin                     | Thierry Whermuth     | Colin O'Meara      | Stefano Onofri (doppiaggio originale) Federico Zanandrea (ridoppiaggio)  |
| Capitano Haddock           | Christian Pellissier | David Fox          | Giorgio Gusso (doppiaggio originale) Pietro Ubaldi (ridoppiaggio)        |
| Professor Trifone Girasole | Henri Labussière     | Wayne Robson       | Giorgio Lopez (doppiaggio originale) Mario Scarabelli (ridoppiaggio)     |
| Dupont                     | Yves Barsacq         | John Stocker       | Massimo Dapporto (doppiaggio originale) Riccardo Rovatti (ridoppiaggio)  |
| Dupond                     | Jean-Pierre Moulin   | Dan Hennessey      | Giulio Platone (doppiaggio originale) Riccardo Rovatti (ridoppiaggio)    |
| Rastapopoulos              |                      |                    | Vladimiro Conti (doppiaggio originale) Massimiliano Lotti (ridoppiaggio) |
| Allan                      | Marc Moro            |                    | Mario Bardella (doppiaggio originale) Marco Balbi (ridoppiaggio)         |